# اندیس آلوه آساگی
آلوه آساگی یک اندیس فلزی است که در حوالی شهر سیاستراگی استان سیستان و بلوچستان قرار دارد و مادهٔ معدنی موجود در آن، کرومیت است.  